# Albert Philibert Schrenck von Notzing

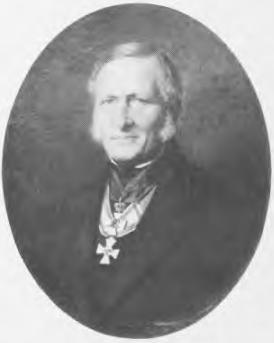
Albert Philibert Freiherr von Schrenck

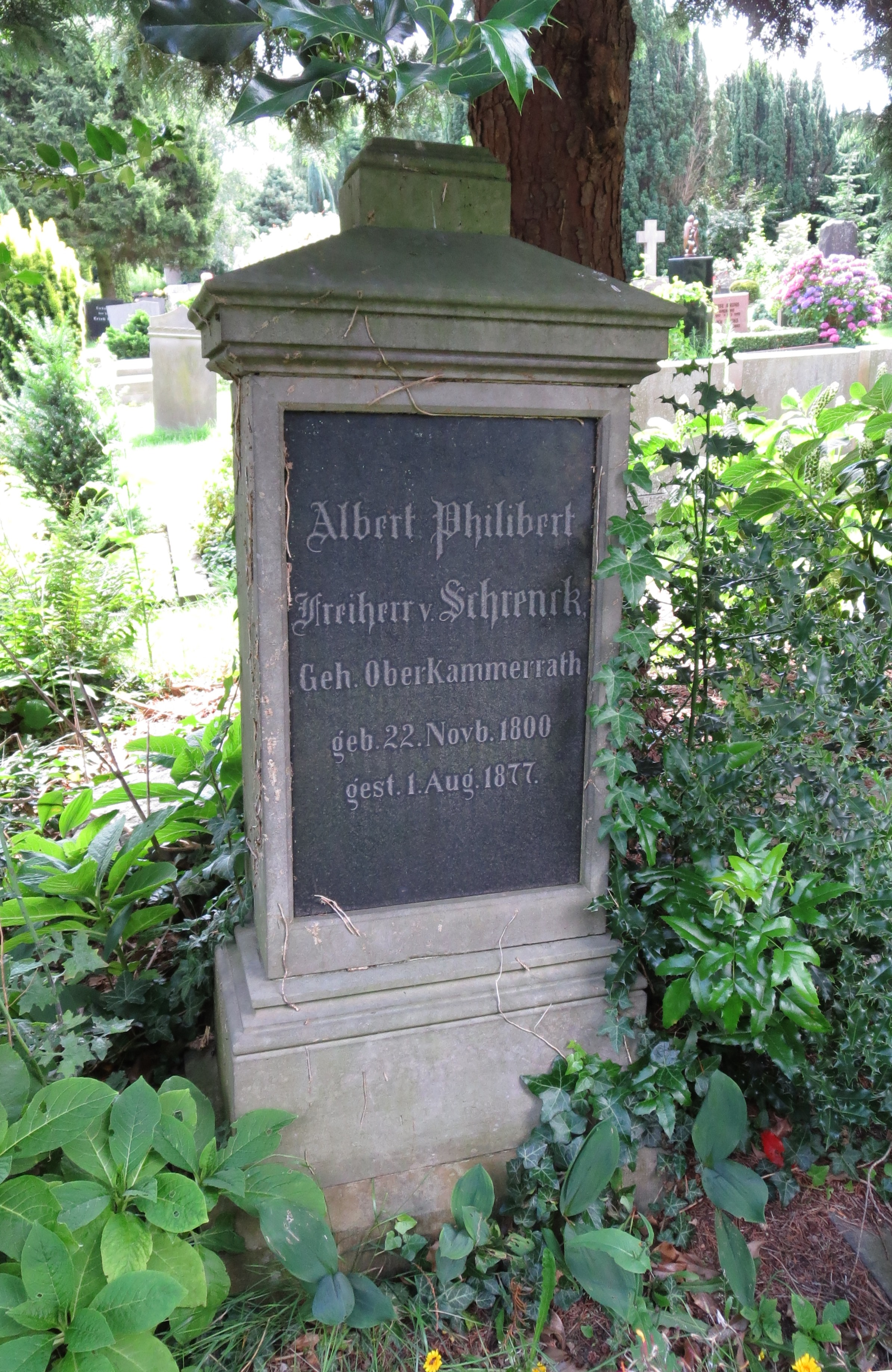
Grabstein auf dem Gertrudenfriedhof

Albert Philibert Freiherr von Schrenck, auch Schrenck von Notzing (* 22. November 1800 in Aurich; † 1. August 1877 in Oldenburg), war ein deutscher Obergeometer und Oberkammerrat des Großherzogtums Oldenburg.

## Leben
Schrenck entstammte dem Norddeutschen Zweig des Münchner Patriziergeschlechts Schrenck von Notzing, das 1719 in den Freiherrenstand erhoben worden war. Sein Vater, der Enkel des Begründers des Norddeutschen Familienzweigs, war Franz Xaver Schrenck von Notzing (1776–1860), der als Rendant der Intelligenzkasse, also der Geldmittel für die Erstellung der örtlichen Intelligenzblätter, in Ostfriesland tätig war.
Albert Philibert Schrenck besuchte das Gymnasium Ulricianum und erhielt 1816/17 von Jabbo Oltmanns in Emden Unterricht in Mathematik. Unter Oltmanns Leitung wirkte Schrenck in der Folge an der Triangulation und Aufnahme des Flussgebiets der Ems mit. An der Universität Göttingen wurde er Schüler von Carl Friedrich Gauß, der ihn, da er sich selbst ebenfalls mit Landesvermessung beschäftigte, in Theorie und Praxis des Vermessungswesens weiter ausbildete. 1820 legte Schrenck seine Prüfungen ab und trat in den Dienst des preußischen Vermessungs- und Katasterwesens. Er arbeitete zunächst im Regierungsbezirk Münster und war ab 1824 unter den Trigonometern, die im Rheinland und in Westfalen Dreiecksnetze 1. und 2. Ordnung aufnahmen.
Durch die Vermittlung seines Studienfreundes Carl Heinrich Edmund von Berg übernahm er 1834 in Oldenburg als Geodät die Leitung der Landesvermessung für die Errichtung des Grundsteuerkatasters des Großherzogtums. Von seinem früheren Lehrer Gauß besorgte sich Schrenck dazu die Ergebnisse von dessen hannoverscher Gradmessung und machte diese für seinen Auftrag in Oldenburg nutzbar. Nach Triangulation und Parzellarvermessung des Großherzogtums entstanden über 3000 Flurkarten, ferner Kirchspielkarten, eine Fluss- und Wegkarte im Maßstab 1 : 100.000 in drei Blättern, ein Topographisches Kartenwerk im Maßstab 1 : 50.000 in 14 Blättern und eine Generalkarte im Maßstab 1 : 200.000. Mit diesen Karten stellte Schrenck dem Studium der siedlungsgeschichtlichen Entwicklung Oldenburgs wichtige Quellen zur Verfügung. Basierend auf seiner Arbeit konnte 1866 mit dem Erlass der entsprechenden Gesetze das Grundsteuerkataster im Großherzogtum eingeführt werden.
1865 trat das Großherzogtum Oldenburg der Gradmessungskommission, einem internationalen Abkommen zur Erforschung der Gestalt der Erde, bei. Schrenck wurde zum Kommissar hierfür ernannt. 

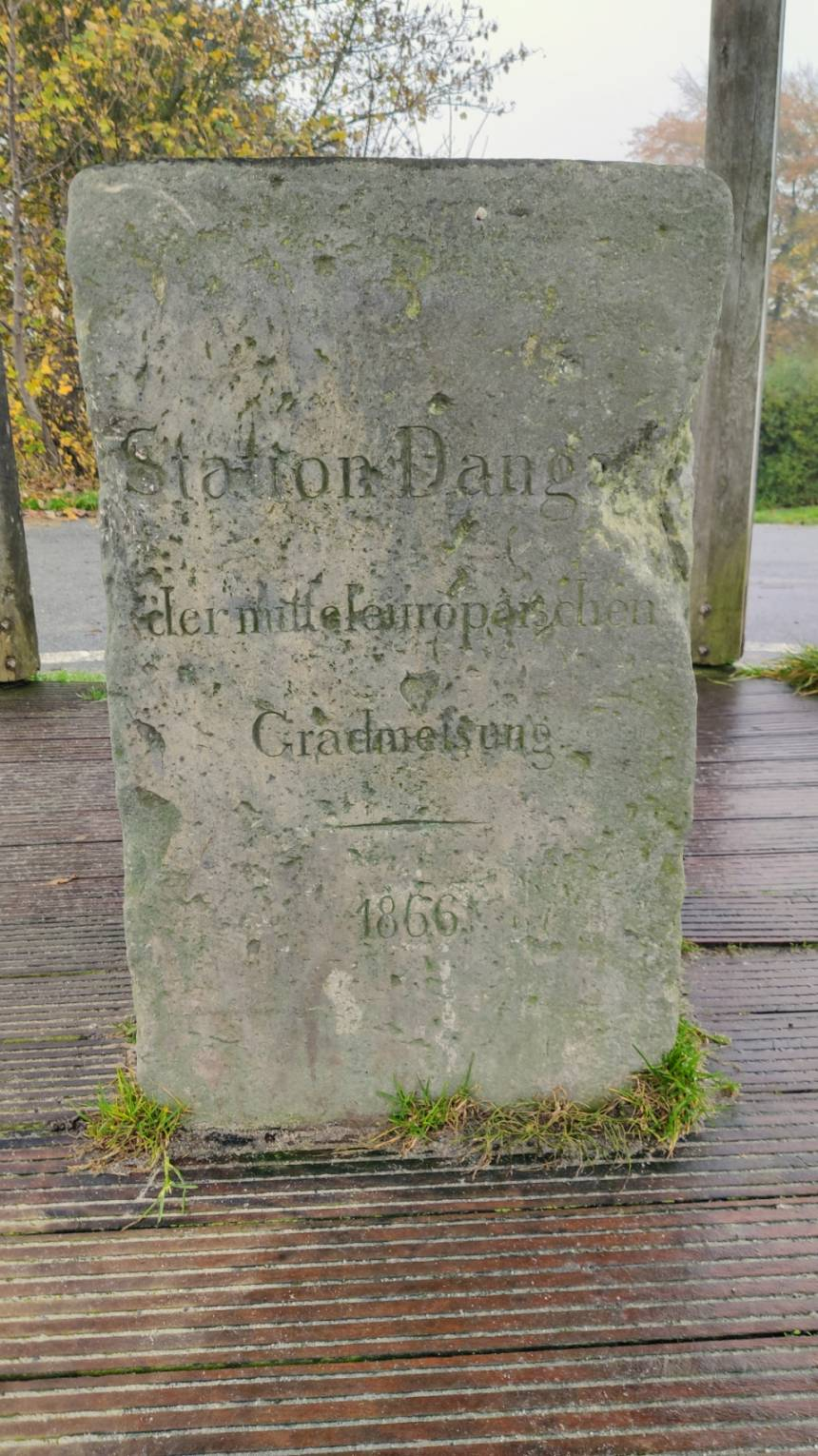
Markstein Mitteleuropäische Gradmessung 1866 in Dangast

## Familie
Schrenck war zweimal verheiratet. Am 25. Mai 1823 heiratete er Johanna Magdalena geb. van Nes (1803–1846), die Tochter des Juristen Theodor Christian van Nes und der Susanna Catharina geb. Ploos van Amstel. Nach deren Tod heiratete er am 8. Februar 1848 Amalie Alexandrine von Weddig (1808–1879), die Tochter des Majors Christian August von Weddig (1772–1826) und der Catharina Eleonore geb. von Ompteda. Aus diesen Ehen stammten neun Kinder, von denen Wilhelm Philibert (1828–1892) Oberbürgermeister der Stadt Oldenburg wurde.